# Ruthless (Lil Tjay)
Ruthless è un singolo del rapper statunitense Lil Tjay, pubblicato il 3 maggio 2019.

## Tracce
1. Ruthless – 4:24